# Ciências do solo
A Ciência do Solo envolve o estudo do solo como recurso natural da superfície terrestre, incluindo a formação do solo (pedogênese), sua classificação e cartografia e ainda as suas propriedades físicas, químicas, biológicas e fertilidade, bem como a relação destas propriedades com o uso e gestão dos solos.
Por vezes, termos que se referem a ramos da ciência do solo, como pedologia (formação, química, morfologia e classificação de solos) e edafologia (influência do solo nos organismos, especialmente plantas), são utilizados como sinônimos de ciências do solo. A diversidade de nomes associados a esta disciplina está relacionada com as várias associações possíveis. Na verdade, geólogos, engenheiros, físicos, agrônomos, geógrafos, biólogos, microbiólogos, silvicultores, arqueólogos e especialistas em planeamento regional, contribuem todos para o conhecimento mais completo dos solos e para o avanço das ciências dos solos.

## A natureza e o solo

### A importância do solo
O solo é muito importante para organismos de várias espécies de plantas e animais de grande porte ou microscópicos, uma vez que proporciona uma variedade de recursos para esses seres vivos. A água armazenada, nutrientes minerais, o nitrogênio fixado que as plantas podem utilizar, entre outros, são substâncias que fazem parte da composição do solo e que servem, provavelmente, para todos organismos sobreviverem.
O solo possui uma fertilidade natural antes de sofrer manejos e interferências pelo homem, assim todas as suas propriedades químicas e físicas são naturais. Esse estado de naturalidade é bastante utilizado para avaliar e classificar os solos, sendo que é possível analisar a capacidade que os tipos de solos possuem para ceder nutrientes. Essa fertilidade natural do solo também é influenciada pelo acumulo de serrapilheira que se decompõe de maneira rápida e que acaba expondo o solo, no entanto com a chuva, que tem capacidade de penetrar o solo, os nutrientes minerais que são liberados das folhas que caem no chão são introduzidos abaixo dos níveis que as raízes da plantas poderão reutiliza-los.

#### A formação do solo
Geologicamente, por uma grande variedade de rochas possuírem composições minerais diferentes e, quando essas rochas vão sofrendo decomposição por ação do frio, do calor e do gelo, são geradas a grande diversidade de solos existentes em todo planeta Terra.

##### A degradação do solo
Com a degradação do solo, ocasionada pelo desmatamento para implantação de áreas de cultivos de grãos e de criação de animais feitos por agricultores e pecuaristas, os nutriente armazenados pelas árvores são liberados, lixiviados e levados pela água da chuva,  assim ocorre a remoção do solo, principalmente em encostas de rios, lagos, córregos, entre outros. O solo degradado levará séculos para regenerar completamente o estoque de nutrientes e a biomassa florestal que foi perdida.
O solo degradado irá afetar o potencial produtivo de um ecossistema e alterar o clima no planeta, já que afetará diretamente o ciclo do carbono, do nitrogênio, da água e de outro elementos essenciais que mantem a fertilidade e a capacidade que o solo possui de ser cultivável e de manter a vida de muitas espécies de organismos. Essa degradação causará impactos econômicos, o que resultará em novos desmatamentos para produção agrícola de muitos fazendeiros continuar, assim haverá mais enxurradas, erosões, [...], causando muitas enchentes e o aumento do aquecimento global.

###### Preservação do solo
Em áreas de cultivos, nas quais podem ocorrer erosões, devem ser mantidas uma cobertura vegetal permanente, essa técnica deve ser mantida principalmente em locais estratégicos, por exemplo, em margens de rios, cursos de água e topos de morros. Também pode ser utilizado o chamado cultivo em nível, que é uma forma de diminuir a velocidade das enxurradas e aumentar a infiltração da água no solo, e que são utilizadas principalmente em descidas.

## A utilização do solo

### Na engenharia civil
O solo é entendido como um aglomerado de partículas derivado de rochas que pode ser escavado facilmente, sendo utilizado como material de construção, que é misturado com cimento, areia e água para fazer a massa que irá fixar os blocos ou tijolos em construções de paredes. Pode ser suporte de estruturas ou mesmo parte da estrutura como os aterros que são empregados antes da pavimentação de ruas.

## Sociedade Brasileira de Ciência do Solo
A Sociedade Brasileira de Ciência do Solo (SBCS) é uma entidade científica e civil sem fins lucrativos, fundada em 1945, com o objetivo de congregar pessoas e instituições na promoção e desenvolvimento da Ciência do Solo no Brasil . Nos seus 65 anos de atividades, integrada e mantida por cerca de mil sócios ativos, atuando em todas as regiões do país, a SBCS foi responsável por profundas modificações no setor produtivo da agropecuária brasileira, a partir dos estudos e pesquisas produzidas por seus associados em diferentes instituições nacionais e internacionais .